# Karlstads stadshotell
Karlstads stadshotell, även Elite Stadshotellet Karlstad, är ett stadshotell i Karlstad. 
Bygget av stadshotellet sammanföll med Karlstads återuppbyggande efter den stora branden 1865, vid en tid då stadshotell byggdes i många svenska städer.

## Historia
När Karlstad skulle byggas upp efter den stora branden 1865 väcktes tanken på ett stadshotell. Stadshotell började anläggas i slutet av 1800-talet i städer med järnvägsförbindelse. Behovet av tillfälliga boenden ökade i takt med att affärslivet expanderade. Stadshotellen var kostsamma byggen eftersom de skulle ge ett förnämt intryck.
Byggandet av stadshotellet i Karlstad var ett stort projekt som tidigt skapade ekonomiska problem. Budgeten beräknades till 85 000 riksdaler men överskreds och den ansvarige byggmästaren försattes i konkurs. Tack vare dennes borgenärer kunde arbetet med hotellet avslutas.
Stadshotellet stod färdigt 1870 och öppnade för gäster den 1 maj 1871. Men bekymren fortsatte då det var svårt för staden att hitta arrendator till hotellet. Slutligen tog handlaren Anders Theodor Brattberg på sig uppgiften.
Hotellet byggdes för att erbjuda Karlstads besökare ett förstklassigt hotell med ett fyrtiotal rum att hyra. Färdigbyggt hade det två våningar men fick drygt trettio år senare en tredje våning. Med tiden har flera om- och tillbyggnader gjorts.
Delar av huset är kulturminnesmärkt. På den plats där Stadshotellet står fanns en gång Karlstads första kyrka och kyrkogård, vilket upptäcktes under byggandet av den nya hotellträdgården med terrasser som vetter mot Klarälven. Denna anläggning invigdes 1905.

### Ledning/ägare
Stadshotellet i Karlstad var länge som andra stadshotell ägt av staden och utarrenderat. 1895 började Fredrik Odén driva hotellverksamheten. Denne kom från Hotel Eggers i Göteborg där han arbetat som portier. Under hans tid investerades i en festsalong och ny interiör samt i en Bolinderspis till köket. En påbyggnad längs Kungsgatan med nya rum blev färdig år 1900. Fyra år senare köpte Fredrik Odén Stadshotellet av Karlstads stad. Elektriskt ljus drogs in i hotellet.
1920 gick Fredrik Odén bort, 53 år gammal, och sonen Henry tog över. Denne hade erfarenhet från branschen både lokalt och internationellt. År 1923 skedde att stort framsteg när vattenledningar drogs in i rummen och de kunde utrustas med badrum. Vid en resa till London uppsökte Henry Odén inflytelserika Cooks resebyrå och fick Stadshotellet i Karlstad att komma in i Cook's resehandbok. Till hotellets 75-årsjubileum författade Henry Odén boken Bland kungar och kavaljerer om familjens och Stadshotellets historia.
Henry Odén gick bort 1956. Hotellet förblev i familjens ägo men drevs av Sixten Stenholm som var VD för Stadshotellet till sin pensionering 1982. Stenholm hade rekryterats 1946 för sin framgångsrika ledning av arbetet på dåvarande Epa-baren i Karlstad och avancerade under Odéns tid till vice direktör för Stadshotellet.
När Sixten Stenholm gick i pension tog ägarefamiljen Odén över driften. 1984 såldes hotellet till Bicky Chakraborty, grundare av hotellkedjan Elite Hotels of Sweden.

### Kända gäster
Gustaf Fröding hade ett stambord i matsalen. I samband med unionsupplösningen 1905 mellan Sverige och Norge var den norska delegationen inkvarterad på Stadshotellet.  Under årtionden efter andra världskriget var Stadshotellet i Karlstad ett av landsortens välrenommerade hotell. Det ansågs respekterat, lönsamt och flott.
Under åren har hotellet gästats av många berömdheter som Tage Erlander och Zarah Leander, Finlands president Urho Kekkonen och Norges statsminister Einar Gerhardsen, kungligheter och artister. 1963 tog Sixten Stenholm emot The Beatles, och ett av rummen de bodde i kom att kallas Beatlesrummet.  Några år senare gästades hotellet av den amerikanske astronauten Frank Borman som var där för att träffa en annan hotellgäst, Olof Palme.